# Slag om Cherbourg
De Slag om Cherbourg was een onderdeel van de Slag om Normandië tijdens de Tweede Wereldoorlog. Op 6 juni, de dag van de landing, begon het gevecht om de belangrijke havenstad. Amerikaanse troepen wisten de stad te omsingelen en te veroveren in een tijdsbestek van ruim drie weken.

## Het geallieerde plan

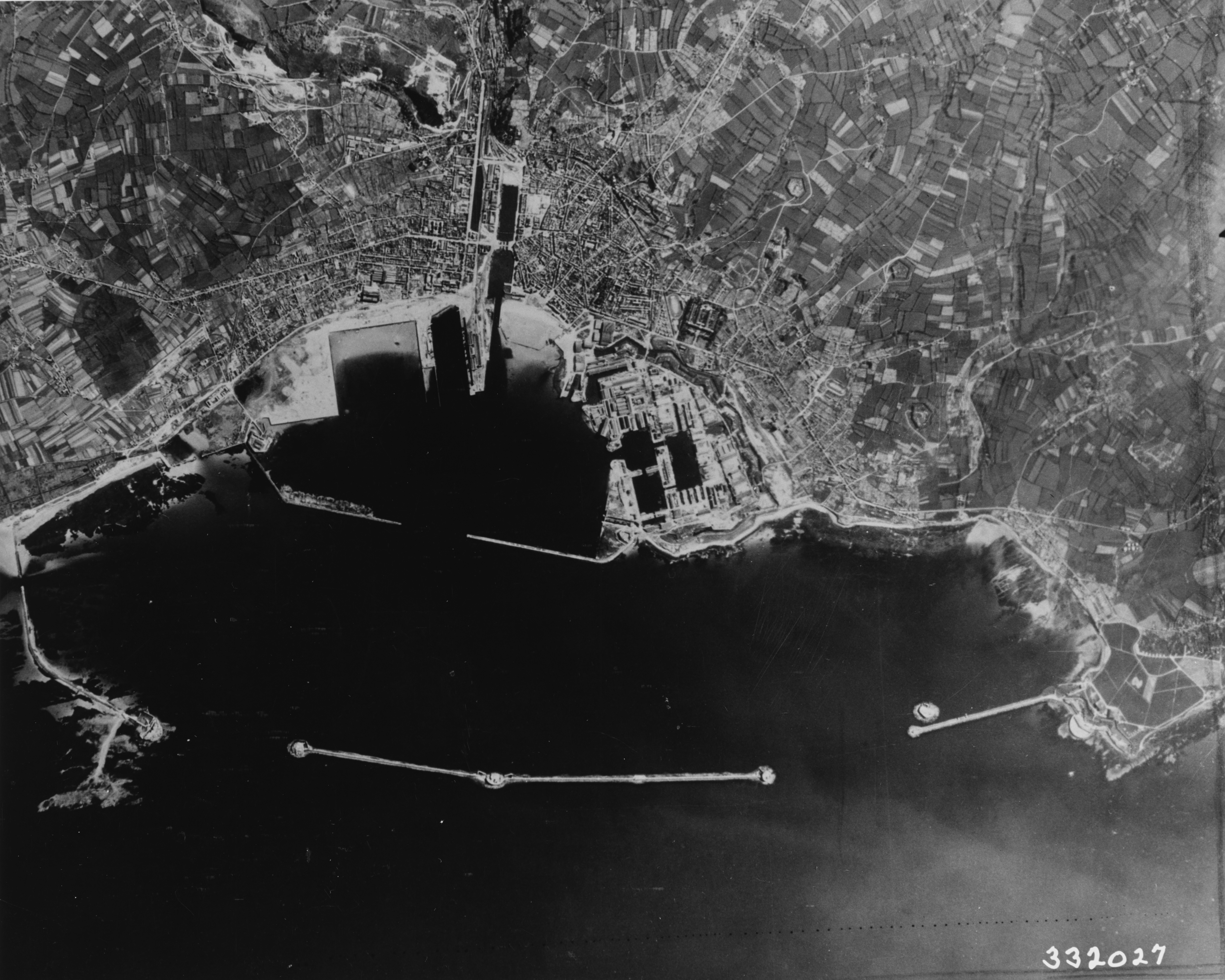
Foto van Cherbourg genomen vanuit een verkenningsvliegtuig.

Toen de geallieerden plannen maakten voor een invasie in Frankrijk, kwamen ze tot de conclusie dat een zeehaven zeer belangrijk was voor het aanvoeren van troepen en materieel. Bij een landing in Normandië waren er twee keuzes. Men kon Le Havre óf het meer gunstig liggende Cherbourg, dat aan het einde van het schiereiland Cotentin ligt, trachtten in te nemen. Cherbourg was namelijk makkelijker in te sluiten, terwijl bij een inname van Le Havre de Duitsers van meerdere kanten konden aanvallen.
De geallieerden besloten om niet direct een landing te forceren op Cotentin. Dit onder andere vanwege het falen van de Raid op Dieppe. Men wilde niet nog eens zo'n fiasco meemaken door een havenstad direct aan te vallen. Tevens was de sector rondom Cherbourg overspoeld met Duitsers die de geallieerde luchtlandingen trachtten tegen te gaan. Opperbevelhebber van de grondtroepen Bernard Montgomery was de mening toegedaan dat er wel degelijk moest worden geland op Cotentin, aangezien dit de vijand verplichtte over een breder front te vechten en het de inname van Cherbourg zou versnellen.

## Landingen

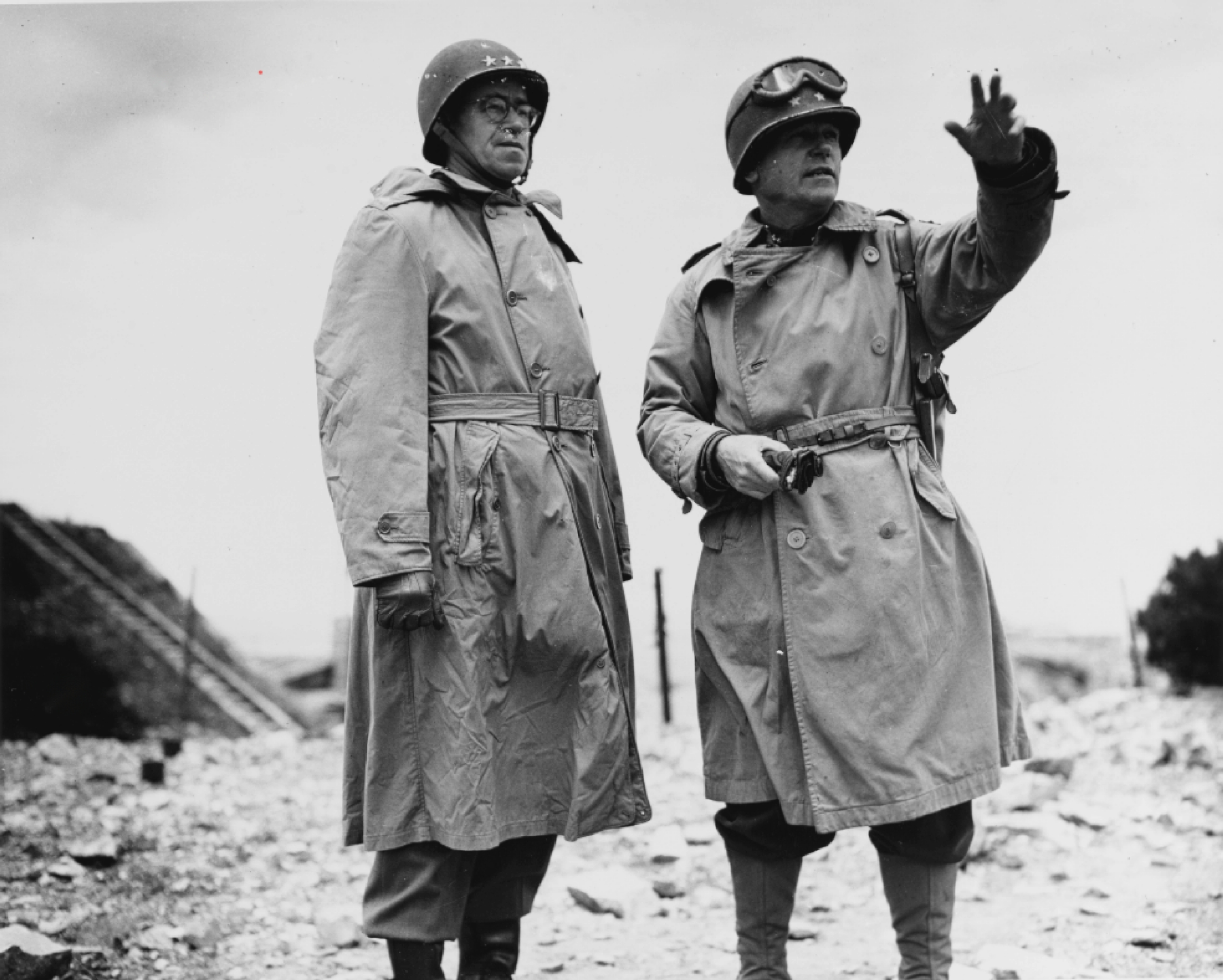
Omar N. Bradley (links) en J. Latwon Collins bij Cherbourg

In de vroege morgen van 6 juni landden parachutisten van de 82e Luchtlandingsdivisie en 101e Luchtlandingsdivisie op de grond van Cotentin. Hoewel de troepen verspreid waren geland, wisten zij toch de meeste routes te beveiligen, waardoor het Amerikaanse 7e Korps vanuit Utah Beach makkelijk kon oprukken zonder al te grote verliezen te lijden.
In de directe nasleep van de landingen, lag de prioriteit voor de gelande troepen op Utah Beach bij het contact maken met de Amerikaanse luchtlandingstroepen die meer westwaarts waren geland. Op 9 juni slaagde de 101st Airborne Division erin om de overstroomde vallei bij de Douve te doorkruisen, waarna ze oprukte richting Carentan. Deze belangrijke stad werd een dag later veroverd. Het belang van Carentan was dat het de verbinding zou vormen tussen de troepen van Utah Beach en Omaha Beach.

## De weg naar Cherbourg

### De weg door Cotentin
Doordat de landingen succesvol waren verlopen, enkele belangrijke plaatsen waren ingenomen en een stevig bruggenhoofd was gevormd, konden de Amerikaanse troepen westwaarts richting de Atlantische Oceaan trekken, om op deze manier de troepen ten noorden van deze lijn af te snijden. Ondertussen waren al drie infanteriedivisies geland om het 7e korps te ondersteunen. Hun bevelhebber, majoor-generaal Lawton Collins, verving troepen in de frontlinie of ontsloeg officieren wanneer men niet snel genoeg oprukte.
De Duitse troepen op Cotentin beschikte nauwelijks over pantserondersteuning, aangezien men deze meer nodig achtte voor de verdediging van Caen. Daarbij kwam dat de Duitsers in dit gebied met zware verliezen kampten en de versterking in de vorm van infanterie, maar traag op gang kwam. Bovendien werkte het onderwater gezette gebied nu ook tegen de Duitsers, aangezien het de zuidelijke flank van de Amerikanen dekte, waardoor deze was afgeschermd van een Duitse aanval vanuit het zuiden.
Op 16 juni waren er geen verdere natuurlijke obstakels te bekennen voor de Amerikaanse troepen. Het Duitse opperbevel (van West-Europa) was enigszins verward. De bevelhebbers ter plekke, inclusief veldmaarschalk Erwin Rommel, waren van mening dat men zich moest terugtrekken tot Cherbourg om daar een vestingstad van te maken. Men zou dan enige tijd de belegering moeten doorstaan, voordat ze werden ontzet door naar het noorden doorgestoten Duitse troepen. Adolf Hitler gaf echter het bevel dat ze de huidige frontlinie kostte wat het kost moesten behouden, ook al bestond er de kans op een grootschalige ramp.
Op 17 juni was Hitler plotseling een andere mening toegedaan. Hij stond toe dat de troepen zich mochten terugtrekken, maar hij specificeerde een nieuwe, onlogische verdedigingslijn, die het volledige schiereiland ten zuiden van Cherbourg overspant. Rommel protesteerde tegen het bevel, maar voerde de bevelen tegen zijn zin toch uit.

### De weg nabij Cherbourg

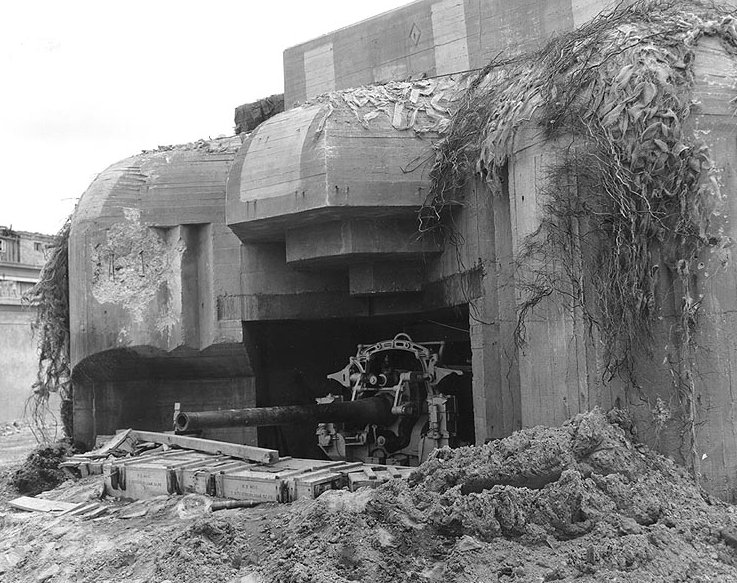
Een verdedigingswerk van de Duitsers nabij Cherbourg.

Op 18 juni bereikte de Amerikaanse 9e infanteriedivisie de westkust van Cotentin. Binnen 24 uur trokken drie infanteriedivisies noordwaarts over een breed front. Er was bijna geen tegenstand aan de westzijde van het geallieerde front. Aan de oostelijke zijde stortten de uitgeputte verdedigers in elkaar en gaven zich over aan de geallieerde troepen aldaar. Verscheidene grote geheime bewaarplaatsen van vliegende bommen V1 werden ontdekt naast een V2 raketinstallatie in Brix.
Binnen twee dagen waren de Amerikaanse troepen Cherbourg op een afstand genaderd vanwaaruit ze de eerste aanvallen konden ondernemen. Luitenant-Generaal Karl-Wilhelm von Schlieben, de bevelhebber van het garnizoen in Cherbourg, had 21.000 manschappen tot zijn beschikking. Velen waren echter afkomstig van de marine en de troepen die waren teruggetrokken naar Cherbourg waren vermoeid en gedesorganiseerd. Er was een tekort aan brandstof, voedsel en munitie. De Luftwaffe dropte een kleine hoeveelheid aan voorraden, maar het meeste wat uiteindelijk werd gedropt bleken ijzeren kruizen te zijn. Dit werd gedaan om het moreel van de Duitsers in Cherbourg op te krikken. Ondanks het tekort aan o.a. voedsel en munitie, verwierp Von Schlieben een voorstel om zich eervol over te geven. Hij begon uitvoerend met het vernielen van de haven om deze onbruikbaar te maken voor de geallieerden.

## Cherbourg

### Het gevecht

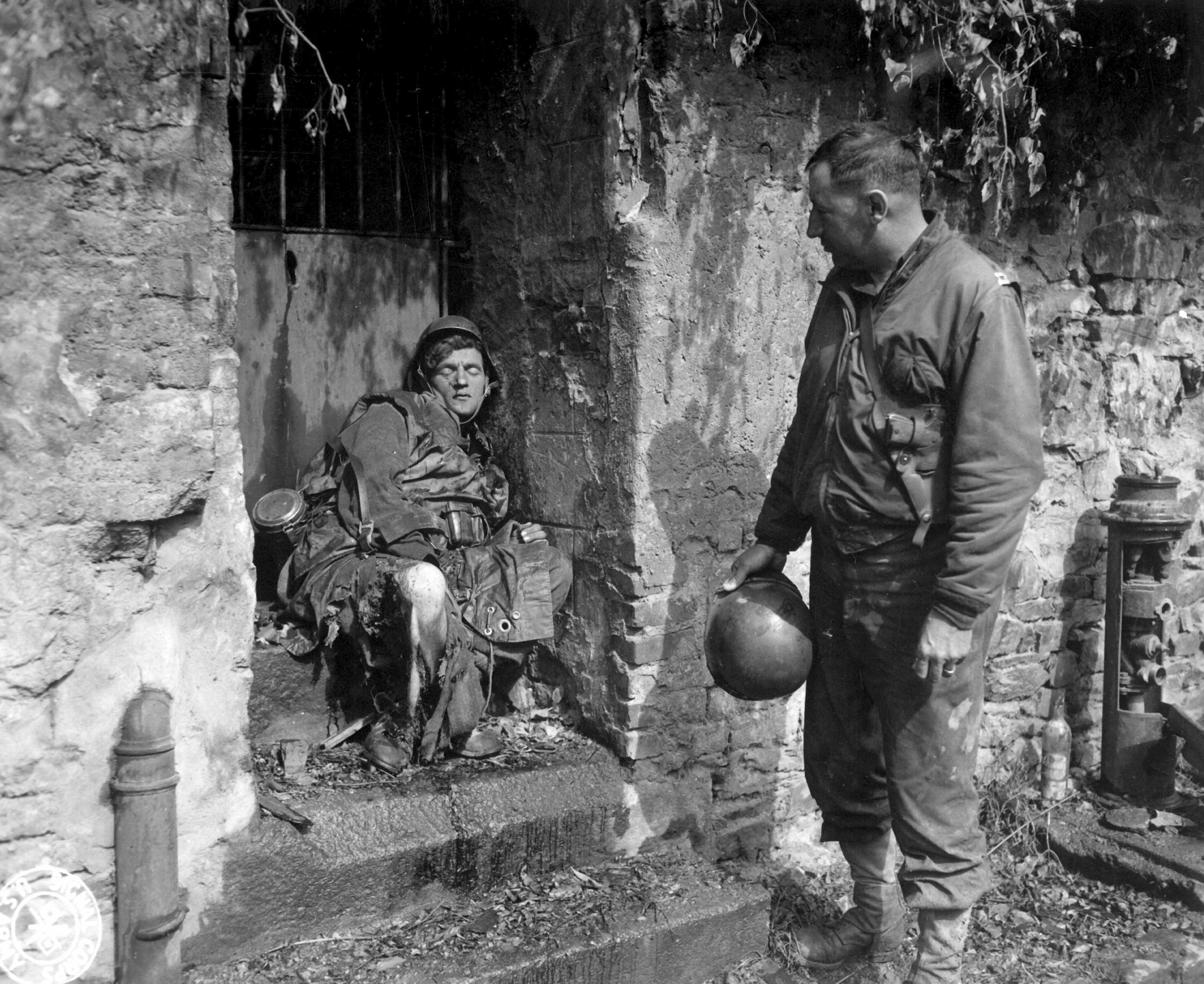
Een dode Duitse soldaat in Cherbourg.

Op 22 juni vallen de Amerikaanse troepen de verdedigingsstellingen van de Duitsers aan. Rond 12:40 wordt er bovendien een luchtaanval ter ondersteuning van het offensief uitgevoerd. Mustangs en Thypoons vallen de stad aan. Om 13:00 uur volgde een volgend bombardement van 562 bommenwerpers. Tijdens dit bombardement werden ook Amerikaanse troepen geraakt. Ongeveer een uur later volgde nog eens een bombardement door 377 bommenwerpers. Na artillerie- en pantserbeschietingen op de stad, vallen de Amerikaanse infanterietroepen aan. De verdedigingslinie van de Duitsers wordt systematisch uitgeschakeld.
Op 23 juni starten de Duitsers een tegenoffensief. Deze had echter nauwelijks enig effect en de Amerikanen bleven maar verder oprukken. Ze bleven constant beschietingen uitvoeren op de stad met artillerie en vliegtuigen. Op 25 juni waren de Amerikanen nog steeds niet doorgedrongen in de stad. De beschietingen werden steeds heviger. Naast de artillerie en vliegtuigen, openden nu ook drie slagschepen en vier kruisers het vuur.
Als gevolg van de toenemende artilleriebeschietingen wist het 7e korps door te stoten naar de binnenstad. De Duitsers trokken zich terug tot de haven en trachtten deze te vernietigen, zodat de geallieerden hem niet meer konden gebruiken. Enige sterke stellingen, nabij de haven en in de stad zelf, bleven nog steeds weerstand bieden, maar de Duitsers vochten niet meer gecoördineerd.
Karl-Wilhelm von Schlieben, die op 23 juni 1944 tot bevelhebber van de vesting Cherbourg werd benoemd, besliste drie dagen later (26 juni) in de avond tot capitulatie. Samen met 800 militairen werd hij in zijn bunker krijgsgevangen gehouden. Tevens had Walter Hennecke, bevelhebber van de zeeverdediging in Normandië, zich overgegeven. 

Er volgde later een tweede, officiële capitulatie in het hoofdkwartier van generaal Collins.
De Duitse stellingen die nog steeds weerstand boden, konden zich op 27 juni overgeven, nadat hen verteld was dat de overgave was ondertekend. Op 29 juni waren de laatste Duitse verdedigingswerken onder controle. Enkele Duitse troepen hadden, ondanks de overgave, doorgevochten tot het bittere einde. 

Op 1 juli was het gehele noordelijke deel van Cotentin onder controle.

### De balans
De Amerikanen hadden ongeveer 10.000 Duitse soldaten gevangengenomen. Het Duitse aantal doden en gewonden is tot op de dag van vandaag niet bekend. 

De Amerikaanse verliezen waren vrij hoog. Het aantal doden lag op 2.800, terwijl er nog eens ongeveer 5.700 vermisten waren. Bovendien werden 13.500 Amerikanen dusdanig verwond, dat ze tijdelijk buiten gevecht waren gesteld.

## De nasleep

### Wederopbouw van de haven

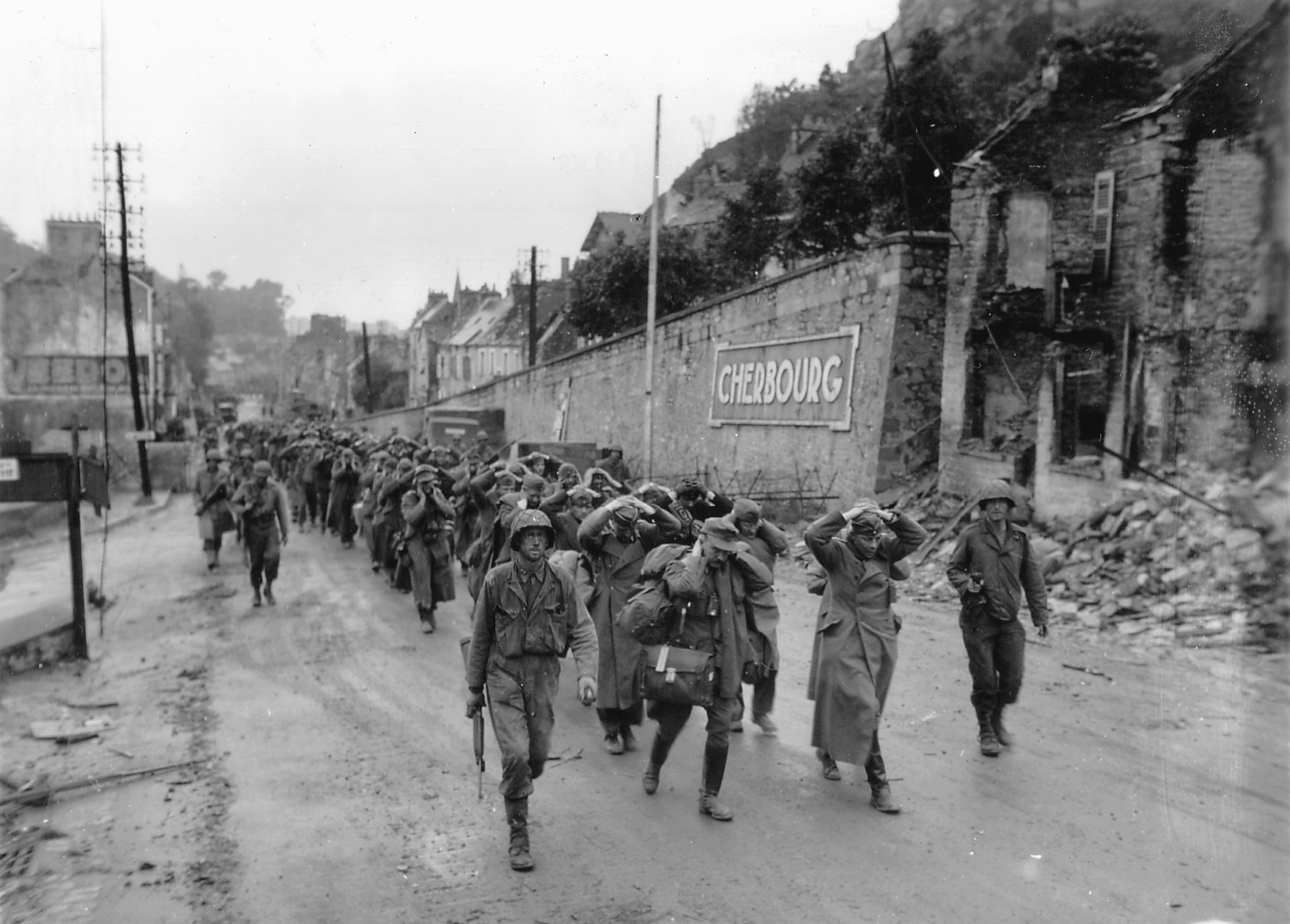
Duitse gevangenen na de Slag om Cherbourg.

Hitler had het bevel gegeven om de haven vol te leggen met mijnen, waardoor de geallieerden eerst deze moesten opruimen, voordat de haven kon worden gebruikt. Bovendien was de haven van Cherbourg ernstig toegetakeld. Om de haven weer bevaarbaar te maken moesten ook diverse schepen worden opgeruimd. Dit werd met behulp van duikers en sleepboten bewerkstelligd. Tevens moesten beschadigde of vernietigde gebouwen worden gerepareerd.
Na vijftien dagen was de haven zover opgeknapt dat de eerste schepen weer konden binnenvaren. Echter pas na drie maanden was de gehele haven weer toegankelijk voor schepen. Dag en nacht werd er gewerkt aan de haven. Het was van essentieel belang dat de haven in gebruik kon worden genomen voor het aanvoeren van troepen en voorraden.
Gilles Perrault noemde de haven als "De belangrijkste voedingsader van het geallieerde leger". Op 7 september kwamen 23.000 nieuwe Amerikaanse soldaten aan land, die vanuit de haven naar het front werden getransporteerd. Doordat het een zeehaven was, konden de Amerikaanse troepen direct vanuit de Verenigde Staten naar Cherbourg varen. Op 15 oktober werd er zelfs meer dan 20.000 ton aan uitrustingsmateriaal binnengebracht. Na november 1944 nam het militair belang van de haven af; havens als Le Havre, Rouen en Antwerpen waren veroverd en in gebruik genomen en deze lagen veel dichter bij het front. Cherbourg verwerkte tot de overgave van Duitsland ruim 2,7 miljoen ton vracht en circa 95.000 soldaten. Cherbourg was na Marseille de belangrijkste geallieerde haven in continentaal Europa wat de aanvoer van materieel betreft. Het was tijdens deze tijd de grootste overslagplaats ter wereld.

### De oorlog

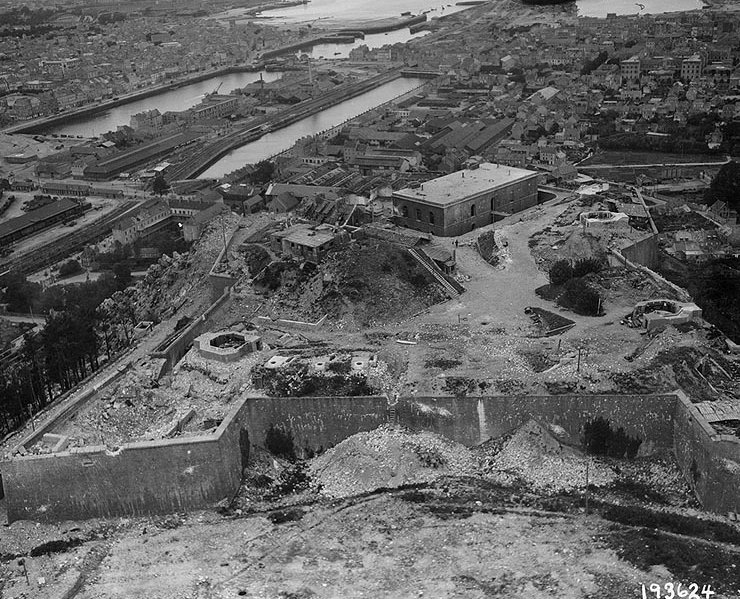
Zo zag Cherbourg eruit net na het gevecht in de stad.

Het verlies van Cherbourg beschadigde het moreel van de Duitse troepen en verbeterde het moreel van de geallieerde troepen. Aangezien de Duitsers de havenfaciliteiten vóór de overgave hadden vernietigd, konden de geallieerden de haven niet meteen gebruiken.
Door de inname van Cherbourg, konden de Amerikanen toewerken naar een uitbraak in Normandië. Deze operatie startte op 24 juli en kreeg de codenaam Operatie Cobra. Na het succes van Operatie Cobra en de "Slag om Caen", lukte het de geallieerde troepen om de Duitse troepen te omsingelen nabij Falaise. Deze omsingeling kreeg de bijnaam "De Zak van Falaise". Hier werden meer dan 10.000 Duitsers gedood, 60.000 raakte gewond en 50.000 werden gevangengenomen. Toch wisten veel Duitsers nog te ontsnappen door een klein gaatje in de omsingeling. 

De Slag om Cherbourg en de andere veldslagen in Normandië zorgden ervoor dat de geallieerden een vaste basis hadden opgezet in Noord-Frankrijk. Vanuit hun vaste basis zouden ze doorstoten naar Parijs.

## Monumenten en musea
In Cherbourg, in Fort du Roule, op de berg van Roule, bevindt zich vandaag de dag een museum genaamd Musée de la Liberation de Cherbourg (Museum van de bevrijding van Cherbourg). Dit museum is het oudste museum in Normandië met betrekking tot de Slag om Normandië.
Daarnaast zijn diverse herdenkingsplaatsen in en rond Cherbourg, die aan de zware strijd doen herinneren.

## Media
- In de computergame Company of Heroes is er een level gewijd aan de Slag om Cherbourg.